# Dohzi-T
Dohzi-T  (童子-T?, Dōji Tī), pseudonimo di Mitsuru Takesue (竹末 充?, Takesue Mitsuru; 13 maggio 1969), è una rapper giapponese.

## Biografia
All'inizio della sua carriera, Dohzi-T ha fatto parte del gruppo musicale hip hop "Zingi", formato nel 1990. Ha debuttato come solista con il singolo Shōnen A ("Ragazzo A") il 10 ottobre 2001. Nel corso degli anni ha collaborato con importanti artisti come Shota Shimizu, Miliyah Kato e Hiromi Go, ed è spesso chiamato "Brother Dohzi" dagli altri artisti. È anche discretamente conosciuto come scopritore di talenti. Dohzi-T e DJ Bass hanno collaborato con Ayumi Hamasaki, all'inizio della sua carriera, nel brano Nothing from Nothing, pubblicato dalla Nippon Columbia il 21 settembre 1995. Tuttavia, la Hamasaki lasciò subito dopo l'etichetta discografica e divenne un'affermata popstar con la Avex Trax.
Nel gennaio 2008, ha collaborato con Thelma Aoyama nel brano This Day, presente sul CD singolo Soba ni Iru ne. Nel giugno 2008, ha pubblicato il singolo Mō Ichi do..., con il featuring di Beni, che ha venduto oltre due milioni di copie digitali. Subito dopo Mō Ichi Do..., è stato pubblicato un album intitolato 12 Love Stories, che include altre collaborazioni con vari artisti come YU-A (dai Foxxi misQ), Thelma Aoyama, JUJU ed altri. L'album è arrivato alla terza posizione della classifica Oricon degli album più venduti in Giappone, diventando il maggior successo della sua carriera.

## Discografia
- 2007 - ONE MIC
- 2008 - 12 Love Stories
- 2009 - 4 ever
- 2010 - Gold
- 2011 - 12 Love Stories 2